# Karl Fink (Mathematiker)
Karl Fink (* 2. Januar 1851 in Göttingen; † 2. Februar 1898 in Tübingen) war ein deutscher Mathematiker und Turner.

## Leben und Werk
Er war der Sohn eines Landlehrers. Nach der Schulzeit ging er an die Schullehrerseminare in Nürtingen und Esslingen und blieb nach kurzer Tätigkeit als Landlehrer am Lehrerseminar in Esslingen. 1873 nahm er eine Weiterbildung an der Oberrealschule in Stuttgart auf und wurde im Anschluss Realschullehrer. Im Anschluss studierte er Mathematik und Naturwissenschaften am Polytechnikum in Stuttgart. 1880 erfolgte seine Ernennung zum Professor und 1894 zum Rektor der Oberrealschule in Tübingen, wo er bis zu seinem Tod 1898 wirkte.
Frühzeitig war er mit der Turnbewegung in Kontakt gekommen. Er war als Vorturner, Turnlehrer und Schriftwart in der Tübinger Turngemeinde aktiv. Der Württemberger Turnlehrerverein wählte ihn zu seinem Vorsitzenden. Als solcher wurde er Vorstandsmitglied des Deutschen Turnvereins.

## Schriften (Auswahl)
- Kurzer Abriss einer Geschichte der Elementar-Mathematik mit Hinweisen auf die sich anschliessenden höheren Gebiete. Tübingen 1890.